# Quebec Nordiques

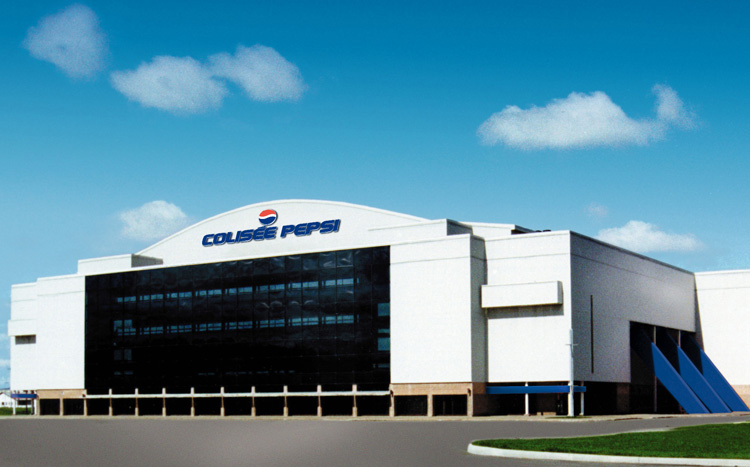
Colisée Pepsi var Nordiques de Québec hemmarink. På den tiden hette anläggningen dock Colisée de Québec.

Quebec Nordiques (franska: Nordiques de Québec) var en ishockeyklubb baserad i Quebec City. Nordiques spelade i World Hockey Association (1972-1979) och i National Hockey League (1979-1995) och de spelade sina hemmamatcher i Colisée de Québec. Franchisen flyttades till Denver i maj 1995 och döptes om till Colorado Avalanche.

## Säsong för säsong

### WHA-eran
| Säsong  | MA | V  | F  | ÖF | P   | GM  | IM  | Placering      | Slutspel                                 |
| 1972–73 | 78 | 33 | 40 | 5  | 71  | 276 | 313 | 5:a i Eastern  | Missade slutspel                         |
| 1973–74 | 78 | 38 | 36 | 4  | 80  | 306 | 280 | 5:a i Eastern  | Missade slutspel                         |
| 1974–75 | 78 | 46 | 32 | 0  | 92  | 331 | 299 | 1:a i Canadian | Förlorade finalen 0-4, (Houston)         |
| 1975–76 | 81 | 50 | 27 | 4  | 104 | 371 | 316 | 2:a i Canadian | Förlorade kvartsfinalen 1-4, (Calgary)   |
| 1976–77 | 81 | 47 | 31 | 3  | 97  | 353 | 295 | 1:a i Eastern  | Vann finalen 4-3, (Winnipeg)             |
| 1977–78 | 80 | 40 | 37 | 3  | 83  | 349 | 347 | 4:a i WHA      | Förlorade semifinalen 1-4, (New England) |
| 1978–79 | 80 | 41 | 34 | 5  | 87  | 288 | 271 | 2:a i WHA      | Förlorade semifinalen 0-4, (Winnipeg)    |

### NHL-eran
| Säsong  | MA | V  | F  | ÖF | P   | GM  | IM  | Placering      | Slutspel                                    |
| 1979–80 | 80 | 25 | 44 | 11 | 61  | 248 | 313 | 5:a, Adams     | Missade slutspel                            |
| 1980–81 | 80 | 30 | 32 | 18 | 78  | 314 | 318 | 4:a, Adams     | Förlorade Åttondelsfinalen 2-3, (Flyers)    |
| 1981–82 | 80 | 33 | 31 | 16 | 82  | 356 | 345 | 4:a, Adams     | Förlorade Semifinalen 0-4, (Islanders)      |
| 1982–83 | 80 | 34 | 34 | 12 | 80  | 343 | 336 | 4:a, Adams     | Förlorade Åttondelsfinalen 1-3 (Bruins)     |
| 1983–84 | 80 | 42 | 28 | 10 | 94  | 360 | 278 | 3:a, Adams     | Förlorade Kvartsfinalen 2-4, (Canadiens)    |
| 1984–85 | 80 | 41 | 30 | 9  | 91  | 323 | 275 | 2:a, Adams     | Förlorade Semifinalen 2-4, (Flyers)         |
| 1985–86 | 80 | 43 | 31 | 6  | 92  | 330 | 289 | 1:a, Adams     | Förlorade Åttondelsfinalen 0-3, (Whalers)   |
| 1986–87 | 80 | 31 | 39 | 10 | 72  | 267 | 276 | 4:a, Adams     | Förlorade Kvartsfinalen 3-4, (Canadiens)    |
| 1987–88 | 80 | 32 | 43 | 5  | 69  | 271 | 306 | 5:a, Adams     | Missade slutspel                            |
| 1988–89 | 80 | 27 | 46 | 7  | 61  | 269 | 342 | 5:a, Adams     | Missade slutspel                            |
| 1989–90 | 80 | 12 | 61 | 7  | 31  | 240 | 407 | 5:a, Adams     | Missade slutspel                            |
| 1990–91 | 80 | 16 | 50 | 14 | 46  | 236 | 354 | 5:a, Adams     | Missade slutspel                            |
| 1991–92 | 80 | 20 | 48 | 12 | 52  | 255 | 318 | 5:a, Adams     | Missade slutspel                            |
| 1992–93 | 84 | 47 | 27 | 10 | 104 | 351 | 300 | 5:a, Adams     | Förlorade Åttondelsfinalen 2-4, (Canadiens) |
| 1993–94 | 84 | 34 | 42 | 8  | 76  | 277 | 292 | 5:a, Northeast | Missade slutspel                            |
| 1994–95 | 48 | 30 | 13 | 5  | 65  | 185 | 134 | 1:a, Northeast | Förlorade Åttondelsfinalen 2-4, (Rangers)   |

## Spelare och ledare

### Lagkaptener
Denna lista inkluderar WHA och NHL-kaptener
| - Jean-Guy Gendron, 1972–1974 - Michel Parizeau, 1974–1976 | - Marc Tardif, 1976–1981 - Robbie Ftorek, 1981 | - Andre Dupont, 1981–1982 - Mario Marois, 1983–1985 | - Peter Stastny, 1985–1990 - Steven Finn och Joe Sakic 1990–1991 (assisterande) | - Mike Hough 1991–1992 - Joe Sakic 1992–1995 |

### Huvudtränare
Denna lista inkluderar WHA och NHL huvudtränare
| - Maurice Richard, 1972 - Maurice Filion, 1972–1973 - Jacques Plante, 1973–1974 - Jean-Guy Gendron, 1974–1976 | - Marc Boileau, 1976–1978 - Maurice Filion, 1977–1978 - Jacques Demers, 1978–1980 - Maurice Filion, 1980 | - Michel Bergeron, 1980–1987 - Andre Savard, 1987 - Ron Lapointe, 1987–1989 - Jean Perron, 1989 | - Michel Bergeron, 1989–1990 - Dave Chambers, 1990–1991 - Pierre Page, 1991–1994 - Marc Crawford, 1994–1995 |

### Hall of Famers
- Peter Forsberg, C, 1994–95, invald 2014
- Michel Goulet, LW, 1979–1990, invald 1998
- Pierre Lacroix, general manager, 1994–1995, invald 2023
- Guy Lafleur, RW, 1989–1991, invald 1988
- Joe Sakic, C, 1988–1995, invald 2012
- Peter Stastny, C, 1980–1990, invald 1998
- Mats Sundin, C, 1990–1994, invald 2012

### Förstaval i draften
Not: Denna lista inkluderar inte val från WHA.
| - 1979: Michel Goulet (20:e totalt) - 1981: Randy Moller (11:e totalt) - 1982: David Shaw (13:e overall) - 1984: Trevor Stienburg (15:e totalt) | - 1985: David Latta (15:e overall) - 1986: Ken McRae (18:e totalt) - 1987: Bryan Fogarty (9:e totalt) och Joe Sakic (15:e overall) - 1988: Curtis Leschyshyn (3:e totalt) och Daniel Dore (5:e overall) | - 1989: Mats Sundin (1:a totalt) - 1990: Owen Nolan (1:a totalt) - 1991: Eric Lindros (1:a totalt) - 1992: Todd Warriner (4:e totalt) | - 1993: Jocelyn Thibault (10:e totalt) och Adam Deadmarsh (14:e totalt) - 1994: Wade Belak (12:e totalt) och Jeff Kealty (22:a totalt) |

### Pensionerade tröjnummer
| Quebec Nordiques pensionerade tröjnummer |                |          |         |                  |
| Nummer                                   | Spelare        | Position | Karriär | Datum            |
| 3                                        | J. C. Tremblay | Back     | 1972-79 | 28 oktober 1979  |
| 8                                        | Marc Tardif    | Forward  | 1974-83 | 1 november 1983  |
| 16                                       | Michel Goulet  | Forward  | 1979-90 | 16 mars 1995     |
| 26                                       | Peter Stastny  | Center   | 1980-90 | 26 februari 1995 |

Efter flytten till Denver så valde Avalanche att de pensionerade numren inte gäller för nuvarande Colorado Avalanche.

### Klubbrekord
Dessa är top tio poänggörare Quebec Nordiques historia kombinerat NHL och WHA totalt.
Notera: Pos = Position; SM = Spelade matcher; M = Mål; A = Assist; P = Poäng; P/G = Points per game
| Spelare        | Pos | SM  | M   | A   | P     | P/G  |
| -------------- | --- | --- | --- | --- | ----- | ---- |
| Peter Stastny  | C   | 737 | 380 | 668 | 1 048 | 1.42 |
| Michel Goulet  | LW  | 813 | 456 | 490 | 946   | 1.16 |
| Real Cloutier  | RW  | 605 | 405 | 445 | 850   | 1.40 |
| Marc Tardif    | LW  | 620 | 380 | 443 | 823   | 1.33 |
| Anton Stastny  | LW  | 650 | 252 | 384 | 636   | .98  |
| Joe Sakic      | C   | 508 | 234 | 392 | 626   | 1.23 |
| Serge Bernier  | RW  | 495 | 240 | 358 | 598   | 1.21 |
| Dale Hunter    | C   | 523 | 140 | 318 | 458   | .88  |
| J. C. Tremblay | D   | 454 | 66  | 358 | 424   | .93  |
| Mats Sundin    | C   | 324 | 135 | 199 | 334   | 1.03 |

### Svenskar i Nordiques
| Namn             | Pos | SM  | M    | A   | P    | Period    |
| Mats Sundin      | C   | 324 | 135  | 199 | 334  | 1990-1994 |
| Peter Forsberg   | C   | 47  | 15   | 35  | 50   | 1994-1995 |
| Bo Berglund      | RW  | 87  | 20   | 29  | 49   | 1983-1985 |
| Tommy Albelin    | B   | 74  | 5    | 27  | 32   | 1987-1989 |
| Tommy Sjödin     | B   | 22  | 1    | 9   | 10   | 1993-1994 |
| Peter Andersson  | B   | 12  | 1    | 8   | 9    | 1985-1986 |
| Peter Loob       | B   | 8   | 1    | 2   | 3    | 1984-1985 |
| Anders Eldebrink | B   | 12  | 1    | 2   | 3    | 1982-1983 |
| Roger Hägglund   | B   | 3   | 0    | 0   | 0    | 1984-1985 |
| Namn             | Pos | SM  | Sv%  | GA  | GAA  | Period    |
| Göran Högosta    | MV  | 21  | .869 | 83  | 4,18 | 1979-1980 |